# Арлінгтон (Міннесота)
Арлінгтон (англ. Arlington) — місто (англ. city) в США, в окрузі Сіблі штату Міннесота. Населення — 2247 осіб (2020).

## Географія
Арлінгтон розташований за координатами 44°36′30″ пн. ш. 94°4′35″ зх. д. / 44.60833° пн. ш. 94.07639° зх. д. (44.608453, -94.076390).  За даними Бюро перепису населення США в 2010 році місто мало площу 4,06 км², уся площа — суходіл.

## Демографія
Згідно з переписом 2010 року, у місті мешкали 2233 особи в 911 домогосподарстві у складі 549 родин. Густота населення становила 551 особа/км².  Було 1018 помешкань (251/км²).
Расовий склад населення:
| - 94,1 % — білих - 0,7 % — азіатів - 0,1 % — корінних американців - 0,1 % — чорних або афроамериканців - 3,6 % — осіб інших рас |

До двох чи більше рас належало 1,4 %. Частка іспаномовних становила 9,4 % від усіх жителів.
За віковим діапазоном населення розподілялося таким чином: 26,7 % — особи молодші 18 років, 55,7 % — особи у віці 18—64 років, 17,6 % — особи у віці 65 років та старші. Медіана віку мешканця становила 35,6 року. На 100 осіб жіночої статі у місті припадало 92,0 чоловіків;  на 100 жінок у віці від 18 років та старших — 86,2 чоловіків також старших 18 років.
Середній дохід на одне домашнє господарство  становив 55 918 доларів США (медіана — 42 500), а середній дохід на одну сім'ю — 66 478 доларів (медіана — 57 083). Медіана доходів становила 42 083 долари для чоловіків та 34 605 доларів для жінок. За межею бідності перебувало 17,3 % осіб, у тому числі 26,4 % дітей у віці до 18 років та 16,9 % осіб у віці 65 років та старших.
Цивільне працевлаштоване населення становило 1089 осіб. Основні галузі зайнятості: виробництво — 30,1 %, освіта, охорона здоров'я та соціальна допомога — 23,5 %, роздрібна торгівля — 13,0 %, науковці, спеціалісти, менеджери — 6,9 %.